# 議会調査局

議会調査局ロゴ

議会調査局（ぎかいちょうさきょく、英：Congressional Research Service）は1970年からアメリカ議会図書館に置かれる立法補佐機関。前身の立法レファレンス局（英語 Legislative Reference Service）は1914年に設置された。略称CRS。議員や議会委員会などの立法活動を助ける情報提供や調査依頼への回答などを行う。
年間予算配分額は2014年度で1億535万ドル、非営利財団からの寄付は5億8000万ドル以上。1990年代初頭には事務系職員約300人と専門家約800人を擁した。